# 3C 191
 3C 191是一個位在巨蟹座 的類星體。

## 外部連結
- Simbad（页面存档备份，存于）